# Paray-Vieille-Poste
Paray-Vieille-Poste è un comune francese di 7 227 abitanti situato nel dipartimento dell'Essonne nella regione dell'Île-de-France.

## Società

### Evoluzione demografica
Abitanti censiti